# Giuseppe Olivi
Giuseppe Olivi   (Chioggia, 18 de març de 1769 - Pàdua, 24 d'agost de 1795) va ser un religiós, naturalista italià de la família Olivi di Briana. Va ser membre de l' Acadèmia de Pàdua i de l'Acadèmia de Quaranta.
Alumne a Chioggia de Francesco i de Giuseppe Fabris, Giuseppe Olivi va prendre els hàbits eclesiàstics. S'interessa en diverses matèries com la Química, on estudia les teories de Lavoisier, la Botànica, la Mineralogia, com així també l'Agronomia. Fermament fidel a les teories de Albrecht von Haller (1708-1777), prendrà part en molts debats, i sobre l'electricitat en els animals.
Obté el respecte dels seus contemporanis en publicar l'any 1792 un catàleg raonat dels animals marins de la llacuna de Venècia, Zoologia Adriatica, ossia Catalogo ragionato degli animali del golf i delle lagune di Venezia, conegut també com a Zoologia Adriatica.
Mor el 1795 a Pàdua, i serà enterrat a l'Església de Santa Cristina de Pàdua ; un bust funerari commemora aquest lloc en el claustre de la "Basílica de Sant Antoni de Pàdua".
Gregor Johann Mendel (1822-1884), en la introducció a la seva cèlebre obra Versuche über Pflanzen-Hybriden (1866) cita a Olivi com un dels seus inspiradors a la biogenètica.
En 1995, pel bicentenari de la seva mort, la seva ciutat natal li va dedicar les giornate oliviane (jornades olivianas), consistent en un Congrés europeu amb la producció d'una monografia que li anés consagrada i d'una placa en la seva tomba commemorativa.